# Psectrotanypus lateralis
Psectrotanypus lateralis är en tvåvingeart som beskrevs av Cheng och Wang 2006. Psectrotanypus lateralis ingår i släktet Psectrotanypus och familjen fjädermyggor. Inga underarter finns listade i Catalogue of Life.